# Larroque-Saint-Sernin
Larroque-Saint-Sernin is een gemeente in het Franse departement Gers (regio Occitanie) en telt 183 inwoners (1999). De plaats maakt deel uit van het arrondissement Condom.

## Geografie
De oppervlakte van Larroque-Saint-Sernin bedraagt 17,8 km², de bevolkingsdichtheid is 10,3 inwoners per km².
De onderstaande kaart toont de ligging van Larroque-Saint-Sernin met de belangrijkste infrastructuur en aangrenzende gemeenten.

## Demografie
Onderstaande figuur toont het verloop van het inwonertal (bron: INSEE-tellingen).